# Dmitrovskij rajon (Oblast' di Orël)
Il Dmitrovskij rajon (in russo Дмитровский район?) è un rajon dell'Oblast' di Orël, nella Russia europea, il cui capoluogo è Dmitrovsk. Ricopre una superficie di 1.249,8 chilometri quadrati.